# Past Lives
Past Lives är en amerikansk romantisk dramafilm från 2023. Filmen är regisserad av Celine Song, som också skrivit filmens manus.
Filmen hade världspremiär på Sundance Film Festival den 21 januari 2023. Den hade biopremiär i Sverige den 22 september 2023, utgiven av Scanbox Entertainment.

## Handling
Filmen kretsar kring Nora och Hae Sung som var barndomsvänner då de växte upp i Sydkorea. När Noras familj emigrerade skildes de åt. De återförenas ett tjugotal år senare en vecka i New York. Nora är gift och tycks trivas med sitt nya liv.

## Rollista (i urval)
- Greta Lee – Nora
  - Seung Ah Moon – Nora, som ung
- Teo Yoo – Hae Sung
  - Seung Min Yim – Hae Sung, som ung
- John Magaro – Arthur
- Ji Hye Yoon – Noras mamma
- Choi Won-young – Noras pappa
- Min Young Ahn – Hae Sungs mamma
- Jonica T. Gibbs – Janice
- Emily Cass McDonnell – Rachel
- Federico Rodriguez – Robert
- Conrad Schott – Peter
- Kristen Sieh – Heather